# Theis (Familienname)
Theis ist ein deutscher Familienname.

## Varianten
- Theisen, Theiß (Theiss), Theyß

## Namensträger
- Adolf Theis (Politiker) (1842–1924), deutscher Politiker, Abgeordneter im Nassauischen Kommunallandtag und Landesausschuss
- Adolf Theis (1933–2013), deutscher Jurist, Präsident der Universität Tübingen
- Amand Theis (* 1949), deutscher Fußballspieler
- Ashley Theis (* 1989), US-amerikanische Pornodarstellerin und Filmschauspielerin, siehe Ash Hollywood
- Anna Maria Theis-Berglmair (* 1955), deutsche Kommunikationswissenschaftlerin und Soziologin
- Charles Vernon Theis (1900–1987), US-amerikanischer Hydrogeologe
- Christoffer Theis (* 1984), deutscher Ägyptologe und Altorientalist
- Cony Theis (* 1958), deutsche Künstlerin
- Dan Theis (1967–2022), luxemburgischer Fußballspieler und heutiger Fußballtrainer
- Daniel Theis (* 1992), deutscher Basketballspieler
- Ernst Theis (* 1961), österreichischer Dirigent
- Fabian Theis (* 1976), deutscher Informatiker und Hochschullehrer
- Frank Theis (* 1982), deutscher Basketballspieler
- Friedrich Theis von Thesingen (um 1365–1429), deutscher Geistlicher, Bischof von Lavant und von Chiemsee, siehe Friedrich Deys
- Hans Theis (1921–1975), deutscher Autor, Dichter, Heimatkundler und Kommunalpolitiker (CDU)
- Hanns Theis (1921–2020), deutscher Volkswirt und Politiker (SPD), MdB
- Heinz Theis (Maler) (1894–1966), deutscher Maler und Grafiker
- Heinz-Joachim Theis (* 1954), deutscher Galerist und Museumsleiter
- Helma Kuhn-Theis (* 1953), deutsche Politikerin (CDU)
- Herbert Theis (1906–1972), deutscher Politiker (SPD), Mitglied des Abgeordnetenhauses von Berlin
- Joachim Theis (* 1955), deutscher Theologe
- Karl Theis, deutscher Automobilkonstrukteur
- Lioba Theis (* 1957), deutsche Byzantinistin
- Marc Theis (* 1953), luxemburgischer Fotograf
- Marcel Theis (1940–2017), luxemburgischer Fußballspieler
- Masako Katagami-Theis (* 1948), japanische Unternehmerin sowie Betreiberin von Altenwohnheimen und Pflegeeinrichtungen
- Monika Theis (* 1969), deutsche Basketballspielerin
- Raimund Theis (1928–2003), deutscher Romanist
- Reiner Theis (* 1959), deutscher Sportwissenschaftler und Hochschullehrer
- Robert Theis (* 1947), luxemburgischer Philosoph
- Roland Theis (* 1980), deutscher Politiker (CDU), MdL Saarland
- Sebastian Theis (1888–1973), deutscher Politiker (SPS), MdL Saarland
- Sid-Marlon Theis (* 1993), deutscher Basketballspieler
- Stefanie Theis (* 1956), deutsche Rechtsanwältin, Richterin am Verfassungsgerichtshof Rheinland-Pfalz
- Thomas Theis (* 1960), deutscher Ingenieur und Sachbuchautor
- Ulrich Theis (* 1957/1958), deutscher Handballspieler
- Werner Theis (1926–2023), deutscher Physiker und Hochschullehrer für Theoretische Physik in Berlin
- Wolfgang Theis (Filmwissenschaftler) (* 1948), deutscher Filmwissenschaftler
- Wolfgang Theis (Sänger) (* 1964), deutscher Sänger (Tenor)